# Anton Ondák
Anton Ondák (* 4. května 1942) je bývalý slovenský fotbalista, záložník.

## Fotbalová kariéra
V československé lize hrál za Baník Ostrava. Nastoupil ve 44 ligových utkáních a dal 6 gólů.

## Ligová bilance
| Ročník                                   | Zápasy | Góly | Klub          |
| ---------------------------------------- | ------ | ---- | ------------- |
| 1. československá fotbalová liga 1965/66 | 13     | 2    | Baník Ostrava |
| 1. československá fotbalová liga 1967/68 | 14     | 3    | Baník Ostrava |
| 1. československá fotbalová liga 1968/69 | 16     | 1    | Baník Ostrava |
| 1. československá fotbalová liga 1971/72 | 1      | 0    | Baník Ostrava |
| CELKEM                                   | 44     | 6    |               |